# Myzodium
Myzodium (лат.) — род тлей из подсемейства Aphidinae (Macrosiphini). 3 вида. Голарктика, от Гренландии до Китая.

## Описание
Мелкие насекомые, длина около 2 мм.
Ассоциированы с растениями Carissa spinarum, Compositae, Mimulus guttatus, Nasturtium, Veronica и на мхах (Aulacomnium, Brachythecium, Calliergon, Catharinaea, Philonotis, Pohlia, Polytrichum, Rhacomitrium, Saniona, Sphagnum).
- Myzodium lutescens (Zhang, G.-x. & Qiao, 1998)
- Myzodium mimulicola (Drews & Sampson, 1937)[2]
- Myzodium modestum  (Hottes, 1926)[3]